# Großsteingrab Röbel
Das Großsteingrab Röbel (auch Jülchenkammer genannt) war eine megalithische Grabanlage der jungsteinzeitlichen Trichterbecherkultur bei Röbel/Müritz im Landkreis Mecklenburgische Seenplatte (Mecklenburg-Vorpommern). Es wurde um oder vor 1929 bei Rodungsarbeiten aufgedeckt und vermutlich zerstört. Über den genauen Standort sowie über Ausrichtung, Maße und Grabtyp liegen keine näheren Angaben vor. An Grabbeigaben wurden ein größeres Gefäß und zwei rötlichbraune Scherben mit einem Dekor aus senkrechten und winklig verlaufenden Bändern sowie Furchenstichlinien, vermutlich vom Unterteil eines Ösenbechers, gefunden. Das komplett erhaltene Gefäß verblieb in Privatbesitz, die Scherben befinden sich heute in der Sammlung des Archäologischen Landesmuseums Mecklenburg-Vorpommern in Schwerin.